# Metro de Varsovia

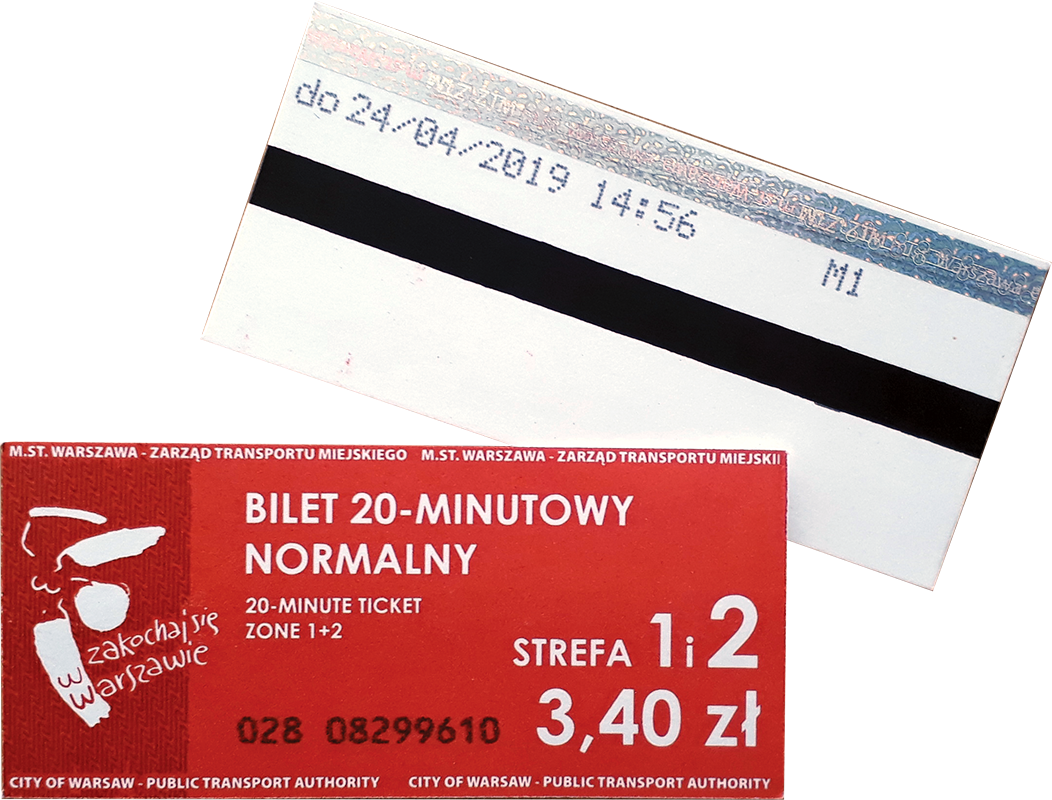
Ticket-Warsaw-Metro-2019

El Metro de Varsovia (en polaco, Metro Warszawskie) es un sistema de ferrocarril metropolitano que sirve a la ciudad de Varsovia y a su área metropolitana. 
Fue inaugurado en 1995, siendo el primer sistema de metro construido en Polonia, y consiste en dos líneas, una norte-sur (terminada en 2008) que une el centro de Varsovia con sus barrios periféricos del sur y del norte densamente poblados y una segunda línea que atraviesa la ciudad de este a oeste (inaugurada parcialmente en 2015). Existen planes para construir nuevas líneas. En la actualidad el sistema de metro cuenta con 36 estaciones y 6 en construcción.
El desplazamiento medio diario es de 673.000 personas (2015).

## Líneas
| Línea | Inauguración    | Longitud                         | Estaciones                 |
| ----- | --------------- | -------------------------------- | -------------------------- |
| M1    | 1995-2008       | 22,7 km                          | 21                         |
| M2    | 2015            | 15 km (32 km planeados en total) | 15 (21 planeadas en total) |
| M3    | En construcción |                                  | 8                          |